# Dadapayu
Dadapayu is een bestuurslaag in het regentschap Gunung Kidul van de provincie Jogjakarta, Indonesië. Dadapayu telt 6725 inwoners (volkstelling 2010).